# Charles Brook Dupont-White
Charles (Brook) Dupont-White, né le 11 décembre 1807 à Rouen et mort le 10 décembre 1878 à Paris, est un avocat et économiste socialiste étatiste français.
Il est le père de Cécile Dupont-White, épouse du président de la République française Sadi Carnot.

## Biographie

### Origines familiales
Charles Dupont-White est le fils de Jean-Théodore Dupont et de Mary White, d'origine britannique. Selon la légende familiale, Jean-Théodore Dupont serait le fils naturel de Charles-Marie de Créquy (1737-1801), marquis de Créquy et de Hermont, qui appartenait à une des plus vieilles familles de France, élevée au rang ducal en 1663 avec Charles III de Créquy.

### Parcours professionnel
Jeune avocat, Charles (Brook) Dupont-White devient célèbre avec la publication de son Essai sur les relations du travail avec le capital, en 1846. Il avait alors 39 ans, et le succès de ce livre lui vaut d’être nommé, l’année suivante, à la Commission du Luxembourg par Louis Blanc, membre du gouvernement provisoire chargé de préparer la IIe République à la suite de la Révolution de 1848.
Cette Commission avait pour tâche de préparer les réformes sociales à soumettre à la future Assemblée nationale. Elle était animée par un comité permanent de dix ouvriers, dix patrons et dix personnalités : parmi elles, Pierre-Joseph Proudhon (qui refusa), Victor Considerant, disciple de Fourier, Constantin Pecqueur (le disciple de Saint-Simon), Frédéric Le Play et Charles Brook Dupont-White, avocat, qui entrait ainsi dans la vie publique (il fut ultérieurement nommé préfet, avant de devenir secrétaire général du ministère de la Justice).
Dupont-White fut l’ami de John Stuart Mill, qui, à partir de 1858, résida souvent en France. Il fut son premier traducteur. il traduisit la Liberté (1859), puis le Gouvernement représentatif (1861). Ce fut d’ailleurs à Stuart Mill qu’il dut de faire la connaissance de Sadi Carnot (le petit-fils de Lazare), alors député de Côte-d'Or car Sadi Carnot avait traduit une œuvre aujourd’hui oubliée de Mill, La Révolution de 1848 et ses détracteurs. Les deux hommes sympathisèrent, et même plus, du fait du mariage de la fille de Dupont-White, Cécile en 1863 avec le futur président de la République – qui sera élu en 1887, à la place de Jules Grévy.
Dupont-White publia une œuvre abondante : De la suppression du sel et de l’octroi (1847), L’Individu et l’État, publié en 1856, qui connut cinq éditions successives. Il fut suivi de le Progrès politique en France (1868) et de la Politique actuelle (1875), œuvres qui, à l’époque, parurent suffisamment importantes pour que l’Histoire de la langue et de la littérature française de 1878 consacre une chronique à notre auteur, dont on nous dit qu’il « n’a pas exercé sur les esprits l’influence dont il était digne ».

## Pensée
Dupont-White est un socialiste, précurseur des solutions qui verront leur mise en œuvre, un siècle plus tard, dans le cadre du programme du Conseil national de la Résistance.

### Une critique de la relation capital-travail
Dupont-White exprime, dans son Essai sur les relations du travail avec le capital, une critique radicale du système capitaliste, et des effets produits par la première révolution industrielle. Il conçoit les relations entre le capital et le travail comme marquée par un antagonisme irréductible (« Le rapport des profits avec les salaires est un rapport d’hostilité »). Cette hostilité est due aux intérêts contradictoires des deux acteurs : le taux de profit, qui intéresse le propriétaire du capital, est inverse de celui des salaires : « les profits baissent lorsque les salaires montent, et s’élevant quand les salaires baissent. De là un effort permanent pour obtenir un bénéfice en réduisant le prix du travail, soit pour éviter une baisse en résistant à son élévation». 
Cette domination provient de ce que le travailleur et le capitaliste se rencontrent sur le marché du travail. Seulement, le passage par un marché, qui est censé être un symbole de liberté et d'équité, ne traduit en rien une liberté : le travailleur doit obligatoirement offrir la seule chose qui possède, à savoir sa force de travail, pour survivre (« Oui, la transaction du travailleur et du capitaliste est régie par la loi de l’offre et de la demande ; mais cette loi n’a rien ici de la liberté ni de l’équité qui, partout ailleurs, en recommande les applications. Le vice inhérent à ce contrat, l’absolue nécessité qui domine l’un des contractants explique de reste les sentiments qui l’accompagnent »).
La thèse soutenue par Brook-White est que seuls les profits tirent avantage des changements techniques — nous appellerions cela aujourd’hui la croissance —, tandis que les salaires voient leur pouvoir d’achat stagner, si ce n’est décliner. Aux yeux de l'auteur, il s’agit d’un constat objectif, qui annonce la fameuse « loi d'airain des salaires » de Lassalle, que le chef du Parti ouvrier allemand ne cessera de dénoncer dans ses discours du début des années 1860, réclamant l’intervention publique pour contrer cette tendance spontanée du marché à réduire les salaires au minimum nécessaire à la reproduction des travailleurs, comme le pensait déjà Ricardo. Car pour Dupont-White ce ne sont pas des lois « naturelles » qui engendrent la « misère des classes laborieuses », ce sont des règles sociales.

### Les causes de la stagnation des salaires
Quelles raisons Dupont-White avance-t-il pour expliquer cette tendance à la stagnation ou à la baisse du pouvoir d’achat des salaires, donc à la paupérisation absolue des travailleurs ?
La première tient à la mécanisation : « Le triomphe des machines, c’est l’exclusion du travail humain, c’est du moins une grave altération dans la demande de travail qui s’était faite jusque-là. » Cependant, il n’est pas hostile à la mécanisation, il y voit même une promesse de progrès et un temps libéré pour autre chose que les activités productives : « Ces engins, qui ont souvent le double mérite d’épargner la peine et de multiplier le produit, ce sont des instruments de progrès et d’émancipation. Ils portent en eux, sous forme de loisir, le bien-être, la dignité, le spiritualisme. Ils appellent le travailleur, allégé dans sa besogne, aux choses de l’esprit, aux soins de la famille, au sentiment de la cité. »
Mais, se dépêche-t-il d’ajouter, « si tel est leur effet virtuel, tel n’est point leur effet actuel et positif qui rapporte au maître plus de produits et non plus de loisir à l’ouvrier. Leurs bienfaits finissent au dernier échelon du tiers-état, qui leur doit un notable surcroît de bien-être et de jouissance : au-delà, tout est préjudice et malfaisance de leur part. »

### Les conséquences de l'industrialisation
Et il appuie son argumentation sur la description de l'état catastrophique dans lequel se trouve la classe ouvrière en s'appuyant sur les travaux de Villermé et son Tableau de l'état physique et moral des ouvriers employés dans les manufactures de coton, de laine et de soie, paru en 1840, qui montrent l'atrocité de la situation faite aux travailleurs à cette époque. Dupont-White écrit : « Les misères de la fabrique et de l'atelier sont les seules qui sollicitent l'assistance de l'État, parce que ce sont les seules qui, au sein du progrès universel, se résolvent en mortalité en dégénération, en vices et en méfaits. Ces symptômes, nous les avons déjà constatés. Nous avons signalé surtout les influences qu'ils accusent, c'est-à-dire l'intérêt essentiel, la puissance irrésistible du capital, qui s'en prennent au travailleur des manufactures, pour le comprimer et le réduire à la moindre existence compatible avec le travail. Comme c'est là seulement que ces influences ont toute leur malignité, c'est seulement là que nous appelons l'œil et le bras du pouvoir. Montrez-nous une autre classe en dehors des journaliers de l'industrie, où la vie s'abrège et se déprave, tandis que partout ailleurs elle se prolonge, s'améliore et s'embellit ! » (chap. 25, p. 374, 375)
Et de s'interroger : « Ainsi les classes pauvres ne supportent pas, à ce titre, et d'une manière générale, le poids de cette mortalité croissante. Il n'y a de décimé parmi elles que la classe manufacturière, c'est-à-dire celle dont les travaux répandent partout ailleurs l’aisance le bien-être et la longévité qui s'ensuit. Singulier spectacle ! Y aurait-il donc une partie de la société qui abrège sa vie à prolonger et embellir celle des autres ? Le luxe de certaines classes serait-il donc prélevé sur la substance même du travailleur ? »
Dupont-White révèle les statistiques officielles qui montrent que cette situation a des effets catastrophiques sur la défense nationale : « Un autre symptôme non moins alarmant de l'état des classes ouvrières, c'est la dégénération, l'étiolement des races. Une lutte qui tue le travailleur, est une affliction pour l'humanité ; une lutte qui l'énerve, est un danger pour le pays. Triste ressource pour nos armées que ces races lilliputiennes où la pauvreté du sang arrête l'essor de la taille et des forces ! Races impuissantes à l'endroit des armes, et répudiées par le recrutement dans toutes les villes de grande industrie » (Chap. 21, p. 273). En effet, les jeunes ouvriers sont massivement déclarés inaptes au service militaire : « Moyennement il faut appeler 166 hommes au service militaire, pour en trouver 100 de valides ; mais à Rouen il en faut appeler 266 ; — à Elbeuf, 268 ; — à Nîmes, 247. » (Chap. 21, p. 274).

### Un État interventionniste
Dupont-White préconise une intervention de l'État sur l'économie afin de protéger les travailleurs. Il fait remarquer dans son travail que « Le législateur peut d'un trait de plume déclarer l'école obligatoire, comme cela se fait en Prusse. Il peut interdire aux femmes le travail des mines, comme cela s'est vu dernièrement en Angleterre. ». Il promeut ainsi la création d'un embryon de législation sur le travail, inexistante à l'époque, tandis que des enfants sont exploités dans des mines. 
Afin de compenser la diminution des revenus inhérents à l'interdiction de travail des enfants qu'il propose, il demande la création d'une « Indemnité pour le père dont le fils reste à l'école passé dix ans, tel serait le juste correctif d'une instruction primaire, obligatoire jusqu'à l'adolescence ».
Cette législation doit être couplée à un développement de l’instruction publique. Il préconise la création d'une école primaire supérieure, ancêtre de nos collèges actuels : « Cette obligation, pour être fructueuse, doit en outre embrasser un cours d'étude plus étendu qu'il ne l'est aujourd'hui, celui de l’Instruction primaire supérieure, c'est-à-dire les éléments de l'histoire et de la géographie, le dessin linéaire et l'arpentage, des notions des sciences physiques et de l'histoire naturelle applicables aux usages de la vie, etc. » Il réclame parallèlement une élévation de la rémunération des instituteurs ; « Une perspective d'avancement, un avenir de retraite, la juridiction de ses pairs pour chaque membre du corps enseignant, voilà les modèles et les moyens que nous offre le régime universitaire ! Voilà les procédés qui ont créé parmi ses professeurs, cet esprit de corps où l'homme sert de soutien et de stimulant à l'homme, où la fragilité de l'individu a pour appui l'exemple, les traditions, la conscience d'une classe entière ».
Enfin il ne ménage pas ses critiques à l’égard de la méthode de financement des ateliers nationaux que Louis Blanc préconisait dans De l’organisation du travail. Il considère que ce type d'expédient n'a jamais été supporté entièrement que par l'État, c'est-à-dire par l'impôt sur l'ensemble de la collectivité nationale. Il préconise par conséquent dans son Essai sur les relations du travail avec le capital une solution de financement révolutionnaire qui vise à faire supporter le coût de ces « Ateliers nationaux » par le patronat responsable de la situation : « L'industrie, d'où vient presque tout le mal, doit supporter seule les frais de ce correctif. C'est assez dire qu'ils doivent peser sur les patentés, représentants de l'industrie aux yeux du fisc, et spécialement sur ces catégories que le compte général de l'administration des finances a groupées sous le nom d'établissements industriels. Là se rencontrent les fabricants à métier, les filateurs de laine et de coton, les entrepreneurs de moulins à soie, les entrepreneurs de fonderies, de forges, de verreries, d'aciéries, de blanchisseries, de papeteries, etc. C'est bien là qu'il faut demander les centimes additionnels destinés à l'assistance des classes ouvrières. » (Chap. 28, p. 416)

## Publications
- Essai sur les relations du Travail avec le Capital (1846) gallica.bnf.fr
- Essai sur les relations du Travail avec le Capital (1846) au format Word: Charles Brook Dupont-White, Essai sur les relations du travail avec le capital, 1846.
- De la suppression de l'impôt sur le sel et de l’octroi (1847) gallica.bnf.fr
- La Liberté de la presse et le suffrage universel (1866) gallica.bnf.fr
- Le Rôle et la liberté de la presse (s.d.) gallica.bnf.fr
- Des candidatures officielles (1869) gallica.bnf.fr
- La République conservatrice (1872)
- De l'équilibre en Europe (1867) gallica.bnf.fr
- Réflexions d'un optimiste (1876) gallica.bnf.fr

## Traductions
- De la liberté de John Stuart Mill (1860)
- Le gouvernement représentatif de Stuart Mill ; traduit et précédé d'une introduction de Dupont-White (1877) gallica.bnf.fr